# Silvana Stefanini
Silvana Stefanini (Città della Pieve, 1931) è un'attrice italiana.

## Biografia
Silvana Stefanini esordisce al cinema nel 1952 nel film La donna che inventò l'amore, diretto da Ferruccio Ceri.
Successivamente recitò in due lungometraggi diretti da Leonardo De Mitri,  ma la sua prova più significativa, fu nel film La barriera della legge di Piero Costa.
Nel 2015 scrive il soggetto ed è la protagonista del docufilm Mia madre fa l'attrice del regista Mario Balsamo, suo figlio.
Nel 2016 ha vinto il Nastro d’Argento come migliore attrice in un docufilm.

## Filmografia

### Attrice
- La donna che inventò l'amore, regia di Ferruccio Cerio (1952)
- Se vincessi cento milioni, regia di Carlo Moscovini, Carlo Campogalliani (1953)
- Martin Toccaferro, regia di Leonardo De Mitri (1953)
- Piovuto dal cielo, regia di Leonardo De Mitri (1953)
- La barriera della legge, regia di Piero Costa (1954)
- Noi non siamo come James Bond, regia di Mario Balsamo (2012)[3]
- Mia madre fa l'attrice, regia di Mario Balsamo (2015)

### Soggetto
- Mia madre fa l'attrice, regia di Mario Balsamo (2015)